# Rakahanga
Rakahanga es un atolón de las islas Cook septentrionales. Está situado a 42 km al norte de Manihiki, considerada como una isla hermana. Sus coordenadas son: 10º 2' sur 161º 5' oeste.

## Geografía
El atolón, de forma casi rectangular, está formado por dos islas habitadas y siete islotes. La superficie total es de 4,1 km². La laguna es poco profunda y esto ha impedido el cultivo de perlas. La economía se basa en la recolección de copra, el cultivo de taro y en la confección de sombreros de hojas trenzadas de cocotero que se exportan a Rarotonga. La población total era de 161 habitantes según el censo de 2001.

## Historia
Rakahanga fue la segunda de las islas Cook —la primera fue en 1595, cuando el explorador español Álvaro de Mendaña avistó Pukapuka, que bautizó como San Bernardo— que fue avistada por los europeos. Fue Pedro Fernández de Quirós en 1606, que quedó impresionado de su gente y lo denominó Gente Hermosa, y en otros relatos es la Isla del Peregrino. A pesar del interés que despertó la descripción de Quirós, no fue encontrada de nuevo hasta 1820 por el ruso Thaddeus Bellingshausen que lo denominó isla del Gran Duque Alexandre. Después llegaron los balleneros estadounidenses: el capitán Patrickson lo denominó Reirson Island (Isla Reirson), y el capitán Joshua Coffin, del ballenero Ganges, lo denominó Little Ganges Island (Isla Pequeña Ganges) en 1828. Otros nombres utilizados son: Francis Island, Princess Marianne Island y Alliconga Island.
Rakahanga fue evangelizada a partir de 1857 con la llegada del misionero de la London Missionary Society, Aaron Buzacott.
- Datos: Q1345121
- Multimedia: Rakahanga / Q1345121